# Tower Hamlets
Il borgo londinese di Tower Hamlets è un borgo di Londra nella parte est della città, e fa parte della Londra interna.
Include la maggior parte dei Docklands, come i West India Docks e Canary Wharf.

## Storia
Venne costituito nel 1965 dall'area dei borghi di Bethnal Green, Poplar e Stepney, parti del cosiddetto East End.

## Distretti
- Bethnal Green
- Blackwall
- Bow
- Bromley-by-Bow
- Cambridge Heath
- Cubitt Town
- Globe Town
- Isle of Dogs
- Limehouse
- Mile End
- Millwall
- Old Ford
- Poplar
- Ratcliff
- Shadwell
- Spitalfields
- Stepney
- Wapping
- Whitechapel